# Kèn bạc hoa vàng
Cây kèn bạc hoa vàng (dịch nghĩa từ tên Anh: Silver trumpet tree và có hoa vàng).
Tên Trung Quốc: 银鳞风铃木 (ngân lân phong linh mộc: cây chuông gió vảy bạc). Một số trang cây gọi là chuông gió hoa vàng.
Danh pháp khoa học: Tabebuia aurea, đồng nghĩa: Tabebuia argentea hoặc Tabebuia caraiba), tên tiếng Anh là Caribbean Trumpet Tree, Silver Trumpet Tree, Yellow Tabebuia. Loài này được (Silva Manso) Benth. & Hook.f. ex S.Moore mô tả khoa học đầu tiên năm 1895. Đây là loại cây cảnh trồng phổ biến ở các vùng nhiệt đới và cận nhiệt đới nhờ hoa đẹp rực rỡ nở trên cành trụi lá vào cuối mùa khô.
Cây thuộc họ Bignoniaceae. Trong tiếng Việt, họ này có nhiều tên gọi như họ Chùm ớt, họ Đinh, họ Núc nác, họ Quao. Đây là nguồn gen có nguồn gốc từ Nam Mỹ, thường phổ biến ở các nước Suriname, Brasil, Bolivia, Peru, Paraguay và miền Bắc Argentina.

## Mô tả
Đây là cây giống mới cho hoa lớn màu vàng tươi sặc sỡ. Thân và lá đẹp. Cây có kích thước nhỏ, cao khoảng 5 - 8 m, trong điều kiện tối ưu có thể đạt đến 15 m. Sinh trưởng nhanh trong giai đoạn đầu, sau đó tốc độ sẽ chậm dần. Cây ưa sáng, chịu bán râm. Điều kiện trồng: đất màu mỡ cao, tơi xốp đủ ẩm nhưng không ngập úng, có thể chịu được đất xấu với độ pH 5.0, 5.5 - 7.0, 7.5. Mùa ra hoa chính từ tháng 3 đến tháng 5 và sự ra hoa cũng thỉnh thoảng xuất hiện trái mùa nhưng với số lượng ít. Mỗi khi đến cuối mùa khô, cây thường rụng hết lá để phơi bày cả một vòm tán màu vàng sáng rực. Với kiểu hoa hình chuông cùng sắc hoa vàng ấy, nên khi vào Việt Nam, nó liền được gọi là "cây chuông vàng". Quả của cây có dạng quả nang thon, dài 10 cm khi già sẽ bung ra giải phóng các hạt theo gió.
Cây được nhân giống bằng hạt. Cây được trồng làm cảnh...